# Insieme con l'Unione
Insieme con l'Unione est une alliance créée pour les élections générales italiennes de 2006.
Il s'agit d'une liste commune uniquement pour le sénat, les trois partis ayant des listes différentes à la chambre des députés. Cette liste regroupait le parti des communistes italiens, i verdi et la liste des consommateurs unis. Elle faisait partie de la grande coalition de gauche : l'Unione
La liste obtint près de 1,5 million des voix soit 4,1 % des suffrages et 11 sièges. Les 11 sénateurs élus étaient 6 verts et 5 communistes.
Cette liste s'illustrait comme défenseur d'une gauche Écologiste et radicale, très réfractaire, par exemple à l'économie de marché.
En 2008, cette liste n'existe plus les verts, comme les communistes font alliance dans une coalition avec le nouveau parti de Fausto Bertinotti, La Gauche - l'Arc en ciel. Les consommateurs unis mènent quant à eux une liste autonome.